# Happys Inn
Happys Inn – jednostka osadnicza w Stanach Zjednoczonych, w stanie Montana, w hrabstwie Lincoln.